# Gianluca Pagliuca
Gianluca Pagliuca (pronunciación en italiano: /dʒanˈluːka paʎˈʎuːka/; Bolonia, 18 de diciembre de 1966) es un exfutbolista italiano, se desempeñaba en la posición de portero y es considerado uno de los mejores porteros italianos de la década de 1990 junto a Angelo Peruzzi y Francesco Toldo.

## Biografía
Como portero, Pagliuca inició su carrera en el Bolonia, hasta 1987, cuando fue descubierto por los ojeadores de la Sampdoria y fichado para el club genovés. Pagliuca jugó desde 1987 hasta 1994, formando parte de la histórica Sampdoria que le disputó al FC Barcelona la final de la UEFA Champions League de 1992, con el conjunto Doria, Pagliuca ganó un Scudetto, cuatro Copas de Italia, una Recopa y una Supercopa de Italia.
En 1994, Pagliuca fichó por el Inter de Milán, convirtiéndose en el guardameta titular del club neroazzurro, con el Inter jugó hasta 1999 disputando 165 partidos y ganando una Copa de la UEFA en 1998, el único título que pudo ganar en la portería interina.
En 1999, y ya con 33 años, fichó por el club donde se formó, el Bolonia, en dicho club jugó como guardameta titular desde 1999 hasta el 2006, disputando hasta 248 partidos.
En el 2006, firmó con el recién ascendido Ascoli un contrato de un año de duración por la temporada 2006-07, en septiembre de 2006, Pagliuca batió el récord del legendario Dino Zoff de apariciones en la Serie A en un partido contra el FC Messina, a la finalización de su contrato, Pagliuca se retiró con 634 partidos a sus espaldas disputados en el Calcio.

## Selección nacional
Debutó con la selección de fútbol de Italia en 1989, como portero disputó los mundiales de 1990 (donde no llegó a jugar) y los de 1994 y 1998, esta vez como titular de la portería azzurra, aun así, el mayor éxito que consiguió con Italia fue un subcampeonato en el Mundial 1994 y un tercer puesto en el Mundial 1990 donde no disputó partido alguno.

### Participaciones en Copas del Mundo
| Copa              | Sede           | Resultado        | Partidos | Goles |
| ----------------- | -------------- | ---------------- | -------- | ----- |
| Copa Mundial 1990 | Italia         | Tercer lugar     | 0        | 0     |
| Copa Mundial 1994 | Estados Unidos | Subcampeón       | 5        | -3    |
| Copa Mundial 1998 | Francia        | Cuartos de final | 5        | -3    |

## Estadísticas

### Clubes
| Club | Div.          | Temporada     | Liga  | Liga  | Copa Italia | Copa Italia | Torneos internacionales(1) | Torneos internacionales(1) | Otros | Otros | Total | Total |
| Club | Div.          | Temporada     | Part. | Goles | Part.       | Goles       | Part.                      | Goles                      | Part. | Goles | Part. | Goles |
| --- | ------------- | ------------- | ----- | ----- | ----------- | ----------- | -------------------------- | -------------------------- | ----- | ----- | ----- | ----- |
| U. C. Sampdoria · Italia                                                                                          | 1.ª           | 1986-87       | 0     | 0     | —           | —           | —                          | —                          | —     | —     | 0     | 0     |
| U. C. Sampdoria · Italia                                                                                          | 1.ª           | 1987-88       | 2     | 0     | 5           | 0           | —                          | —                          | —     | —     | 7     | 0     |
| U. C. Sampdoria · Italia                                                                                          | 1.ª           | 1988-89       | 33    | 0     | 12          | 0           | 5                          | 0                          | —     | —     | 50    | 0     |
| U. C. Sampdoria · Italia                                                                                          | 1.ª           | 1989-90       | 34    | 0     | 5           | 0           | 7                          | 0                          | —     | —     | 46    | 0     |
| U. C. Sampdoria · Italia                                                                                          | 1.ª           | 1990-91       | 32    | 0     | 10          | 0           | 8                          | 0                          | —     | —     | 50    | 0     |
| U. C. Sampdoria · Italia                                                                                          | 1.ª           | 1991-92       | 34    | 0     | 9           | 0           | 11                         | 0                          | —     | —     | 54    | 0     |
| U. C. Sampdoria · Italia                                                                                          | 1.ª           | 1992-93       | 29    | 0     | —           | —           | —                          | —                          | —     | —     | 29    | 0     |
| U. C. Sampdoria · Italia                                                                                          | 1.ª           | 1993-94       | 34    | 0     | 10          | 0           | —                          | —                          | —     | —     | 44    | 0     |
| U. C. Sampdoria · Italia                                                                                          | Total club    | Total club    | 198   | 0     | 51          | 0           | 31                         | 0                          | 0     | 0     | 280   | 0     |
| Inter de Milán · Italia                                                                                           | 1.ª           | 1994-95       | 34    | 0     | 7           | 0           | 2                          | 0                          | —     | —     | 43    | 0     |
| Inter de Milán · Italia                                                                                           | 1.ª           | 1995-96       | 34    | 0     | 6           | 0           | 2                          | 0                          | —     | —     | 42    | 0     |
| Inter de Milán · Italia                                                                                           | 1.ª           | 1996-97       | 34    | 0     | 7           | 0           | 12                         | 0                          | —     | —     | 53    | 0     |
| Inter de Milán · Italia                                                                                           | 1.ª           | 1997-98       | 34    | 0     | 4           | 0           | 11                         | 0                          | —     | —     | 49    | 0     |
| Inter de Milán · Italia                                                                                           | 1.ª           | 1998-99       | 29    | 0     | 6           | 0           | 10                         | 0                          | 2     | 0     | 47    | 0     |
| Inter de Milán · Italia                                                                                           | Total club    | Total club    | 165   | 0     | 30          | 0           | 37                         | 0                          | 2     | 0     | 234   | 0     |
| Bologna F. C. · Italia                                                                                            | 1.ª           | 1999-00       | 32    | 0     | 3           | 0           | 6                          | 0                          | —     | —     | 41    | 0     |
| Bologna F. C. · Italia                                                                                            | 1.ª           | 2000-01       | 34    | 0     | 2           | 0           | —                          | —                          | —     | —     | 36    | 0     |
| Bologna F. C. · Italia                                                                                            | 1.ª           | 2001-02       | 34    | 0     | —           | —           | —                          | —                          | —     | —     | 34    | 0     |
| Bologna F. C. · Italia                                                                                            | 1.ª           | 2002-03       | 34    | 0     | —           | —           | 4                          | 0                          | —     | —     | 38    | 0     |
| Bologna F. C. · Italia                                                                                            | 1.ª           | 2003-04       | 34    | 0     | —           | —           | —                          | —                          | —     | —     | 34    | 0     |
| Bologna F. C. · Italia                                                                                            | 1.ª           | 2004-05       | 38    | 0     | —           | —           | —                          | —                          | 2     | 0     | 40    | 0     |
| Bologna F. C. · Italia                                                                                            | 2.ª           | 2005-06       | 42    | 0     | 2           | 0           | —                          | —                          | —     | —     | 44    | 0     |
| Bologna F. C. · Italia                                                                                            | Total club    | Total club    | 248   | 0     | 7           | 0           | 10                         | 0                          | 2     | 0     | 267   | 0     |
| Ascoli Calcio · Italia                                                                                            | 1.ª           | 2006-07       | 23    | 0     | 2           | 0           | —                          | —                          | —     | —     | 25    | 0     |
| Total carrera | Total carrera | Total carrera | 634   | 0     | 90          | 0           | 78                         | 0                          | 4     | 0     | 806   | 0     |
| (1) Incluye datos de la Recopa de Europa, Copa de Campeones, Copa de la UEFA, Liga de Campeones y Copa Intertoto. |               |               |       |       |             |             |                            |                            |       |       |       |       |

## Palmarés

### Campeonatos nacionales
| Título              | Club            | País   | Año  |
| ------------------- | --------------- | ------ | ---- |
| Copa Italia         | U. C. Sampdoria | Italia | 1988 |
| Copa Italia         | U. C. Sampdoria | Italia | 1989 |
| Serie A             | U. C. Sampdoria | Italia | 1991 |
| Supercopa de Italia | U. C. Sampdoria | Italia | 1991 |
| Copa Italia         | U. C. Sampdoria | Italia | 1994 |

### Campeonatos internacionales
| Título           | Club            | Sede       | Año  |
| ---------------- | --------------- | ---------- | ---- |
| Recopa de Europa | U. C. Sampdoria | Gotemburgo | 1990 |
| Copa de la UEFA  | Inter de Milán  | París      | 1998 |

### Distinciones individuales
| Distinción   | Año  |
| ------------ | ---- |
| Guerin d'Oro | 1997 |
| Guerin d'Oro | 2005 |